# Česká zbrojovka ČZ 75

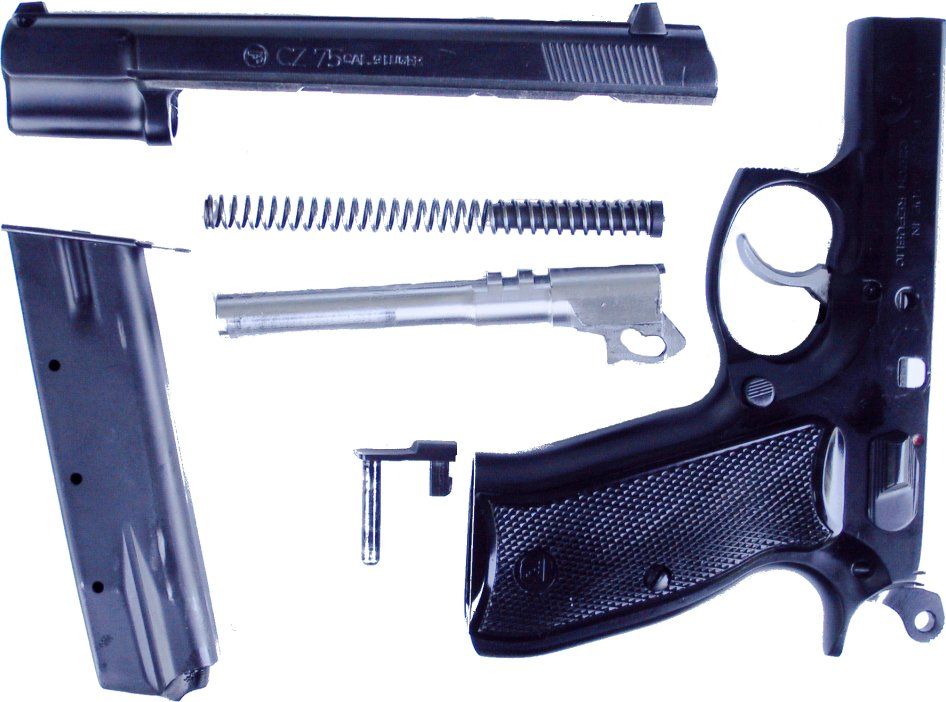
Pistole ČZ 75B in Hauptbaugruppen zerlegt

Die Brünner M 75 bzw. ČZ 75 (ČZ steht für: Česká zbrojovka – übersetzt: Tschechische Waffenfabrik) ist eine halbautomatische Selbstladepistole im Kaliber 9 × 19 mm, die im Jahr 1975 von der Česká zbrojovka in Uherský Brod als militärische bzw. polizeiliche Gebrauchspistole herausgebracht wurde. Weitgehend mit ihr identisch ist die nach der Auflösung des Warschauer Pakts vom selben Hersteller entwickelte Pistole ČZ 85.
Die ČZ 75 ist eine Ganzstahlwaffe mit Double-Action-Spannabzug, einem zweireihigen Magazin für 15, später 16 Schuss, mit einem geänderten Patronenzubringer. Das eigentlich Revolutionäre ist aber ihr DA/SA-Abzugssystem, welches in beiden Modi mit gleicher Kraft auf den Schlagstift einwirkt und darüber hinaus – aufgrund seiner Geometrie – im SA-Modus einen praktisch linear ansteigenden Kraftaufwand sicherstellt.
Der gezogene Lauf hat Rechtsdrall, mit sechs Zügen und Feldern bei einer Dralllänge von 250 mm. Das Verschlusssystem ist ein Browning-FN-Verschlusssystem.

## Geschichte
Die Entwicklung begann – mit mehrmaligen Änderungswünschen der damaligen tschechoslowakischen Handels-Nomenklatura – Ende der 1960er-Jahre. Federführend war František Koucký, dem hierbei die äußeren Merkmale der belgischen FN „Highpower“ (HP bzw. GP 35) „Pate gestanden“ hatten. Die Waffenauslegung sowie auch konstruktive Details wurden – auf Grund der bei den umfangreichen Erprobungen gewonnenen Erkenntnisse – bis zur endgültigen Auslegung des Modells von 1975 („ČZ Modell 75“) mehrmals geändert.
Die ČZ 75 wurde hauptsächlich für den Export entwickelt und war bereits während des Kalten Krieges eine wichtige Devisenquelle für die damalige Tschechoslowakei. Innerhalb des Rates für gegenseitige Wirtschaftshilfe fand sie nur unbedeutende Verbreitung, da sie nicht die Standard–Patrone des Warschauer Vertrages (9 × 18 mm) verschoss, dessen Armee- und Polizeikräfte als Seitenwaffe hauptsächlich die sowjetische Pistole Makarow führten.

## Technik
Die ČZ 75 hat ein Sicherungssystem, welches bei gespanntem Hahn – Sicherungsflügel nach oben gerastet – eine Schussauslösung durch eine formschlüssige Blockierung der Abzugseinrichtung verhindert. Der Hahnsockel hat eine Sicherungsraste (Fallsicherung), welche nach etwa 3 mm Spannweg des Hahnes einrastet und damit (wie allgemein üblich bei Browning-Pistolen) verhindert, dass sich unbeabsichtigt ein Schuss lösen kann, wenn die Waffe zum Beispiel herunterfällt oder der Spornhahn (später geändert auf Ringhahn) von außen angestoßen wird.
Bei den ersten Serien Mitte der 1970er-Jahre wurden Griffstück und Lauf noch aus kaltverformtem Stahl hergestellt, was dann aber im Zuge der anschließenden Massenproduktion wegfiel. Inzwischen werden Griffstück und Schlitten aus Feinguss gefertigt, was die Herstellungskosten – bei nahezu gleichbleibender Qualität – niedriger hält.
Nachgearbeitet und mit speziell angefertigten Wechselsystemen erreichen die ČZ 75/85 sogar Leistungswerte, wie sie sonst nur von speziell in Kleinserie gefertigten – und wesentlich teureren – Großkalibersportwaffen erreicht werden.
Die ČZ 75/85 sowie ihre Varianten erfreuen sich großer Beliebtheit und könnten nach Ansicht von Waffenexperten einen ähnlichen Nimbus erreichen wie die deutsche Pistole 08, die Walther P38 oder auch der US-amerikanische Colt Government M1911A1. Robustheit und eine sehr hohe Zuverlässigkeit unter allen Witterungs- und Umgebungsbedingungen zeichnen diese Familie aus. Praktisch alle 9 × 19-mm-Munitionssorten sind nutzbar und Schusspräzision und Verarbeitung sind für IPSC-, Combat-, Militär- und Polizeianwendungen mehr als ausreichend.

## Varianten
Es gibt neben der heutigen Standardversion ČZ 75 B inzwischen vielfältige Varianten: „Compact“-Varianten, diverse „Combat“ und „IPSC“-‚Verschnitte‘ sowie auch reine Sportausführungen für das „statische“ Präzisionsschießen. Die ČZ 75 BD hat an Stelle der (Hahn)-Sicherung einen Entspannhebel, mit dem sich zum Beispiel ein nach dem Durchladen gespannter Hahn ohne Schussauslösung wieder gefahrlos entspannen lässt – ähnlich dem Walther-Sicherungssystem (P38, PP usw.). Die ČZ 75 BD „Police“ verfügt über eine zusätzliche Ladeanzeige. Das Modell ČZ 85 ist mit der „75er“ praktisch identisch, verfügt aber zusätzlich über Linkshänder-Bedienelemente. Das Modell ČZ 85 B verfügt zudem über eine zusätzliche Schlagstiftsicherung.
Die Variante ČZ 75 P-01, die auf der ČZ 75 BD Compact basiert, ist seit 2001 die Standardwaffe der tschechischen Polizei. Sie besitzt unter dem Lauf eine Picatinny-Schiene, an der taktisches Zubehör angebracht werden kann.
Es existiert auch eine von halb- auf vollautomatisch umschaltbare Variante als Reihenfeuerpistole mit einem bis zu 50-schüssigen Magazin. Zwecks entsprechender Führigkeit wird hierbei ein zweites Reservemagazin vorn unten in die Picatinnyschiene als zweiter Griff eingesetzt, um die Waffe besser beherrschen zu können.
Weitere Varianten (seit 2005) sind die ČZ 75 SP-01 sowie die ČZ 75 SP-01 „Tactical“ („Service Pistol 01“). Letztere erfüllt die an eine Seitenwaffe gestiegenen Verwendungsanforderungen für militärische Spezialkräfte. Sie kommt auch diversen IPSC-Anforderungen entgegen. Die SP-01-Varianten haben eine bis zur Mündung reichende durchgängige Schlittenführung mit durchgängigem Federgehäuse, in dem unten eine Picatinny-Führung gemäß MIL-STD-1913 für die Aufnahme diverser Zielhilfs- und Beleuchtungsmittel integriert wurde. Das Magazin wurde geringfügig verlängert und fasst nun 18 Schuss 9 × 19 mm. Es können auch weiterhin die 16-schüssigen Standardmagazine verwendet werden. Die SP-01 hat eine Sicherung, die „Tactical“ – wie die Variante „BD“ – nur einen Entspannhebel. Seit 2006 gibt es die SP01 auch mit Polymergriffstück, was das Gewicht gegenüber der Ganzstahlvariante um ca. 300 g reduziert.
2016 kam die ČZ Shadow 2 auf den Markt. Vornehmlich für das sportliche Schießen optimiert. Sie verfügt über einen 5 Zoll langen Lauf, eine verbesserte Griffergonomie und eine Fiber-Optische Visierung. Das Gewicht ist mit 1,35 kg doppelt so hoch wie z. B. bei einer Glock 17. In der Variante OR (Optics Ready) ist die Aufnahme von Leuchtpunktvisieren ohne Büchsenmacherarbeiten, möglich.

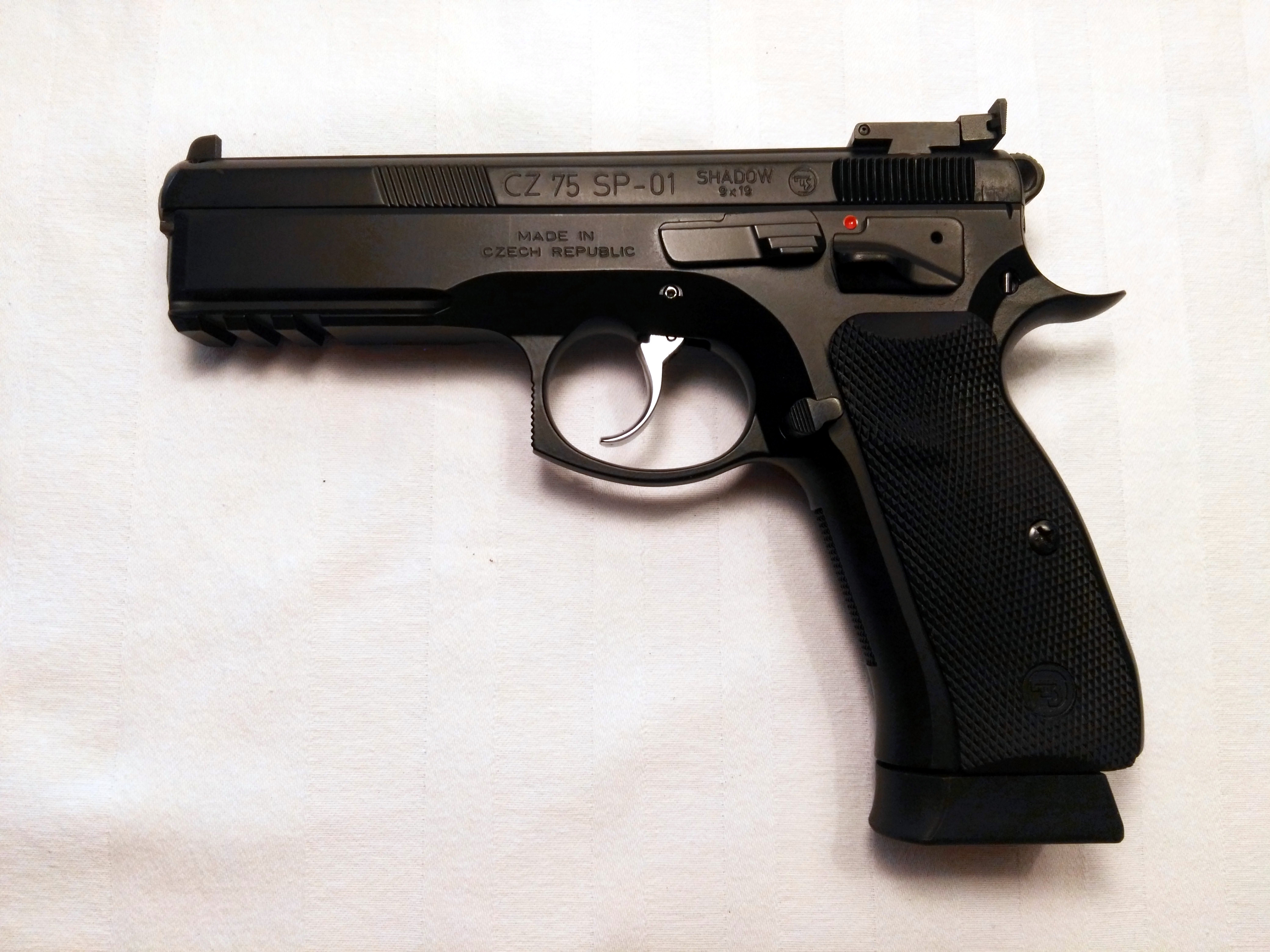
CZ 75 SP01 Shadow

Die ČZ 75 wird in mehreren Ländern – mehr oder weniger detailgetreu – kopiert: China (Norinco), Italien (Tanfoglio), Israel (IMI), Schweiz (Sphinx Systems), Türkei (Canik und Sarsilmaz), Sudan (MIC) und diversen US- sowie auch südamerikanischen Waffenschmieden.